# NGC 4990
NGC 4990 este o galaxie activă situată în constelația Fecioara. A fost descoperită în 23 martie 1865 de către Heinrich Louis d'Arrest. Se află la o distanță de 47,3 de megaparseci de Pământ.